# لامبرشت (فالتس)
شهر لامبرشت (به آلمانی: Lambrecht) در ایالت راینلند-فالتز در کشور آلمان واقع شده‌است.